# Estación de Tehuacán
Tehuacán fue una estación de trenes que se encuentra en Tehuacán, Puebla.

## Historia
La estación se edificó sobre la línea de Tehuacán a Esperanza. El 13 de abril de 1877 se aprobó el proyecto presentado por el Ing. Mariano Tellez Pizarro para construir el Ferrocarril de Tehuacán á Esperanza. Los trabajos de construcción se iniciarón en julio de 1877, levantándose la estación en terrenos correspondientes a una fracción de la huerta del Carmen, cuyo terreno cedió el ayuntamiento de Tehuacán.
El 12 de noviembre de 1879 se autorizó al referido Ing. Tellez Pizarro, para explotar el citado ferrocarril. El tráfico en la estación se inauguró el 1 de enero de 1880. En 1892, cuando se construyó la nueva estación, esta última absorbió el ramal de Tehuacán a la Esperanza, añadiéndole el tramo de El Carmen a Tehuacán.